# Будинок Конашевича
Будинок, де жив В. М. Конашевич — пам'ятник історії місцевого значення в Чернігові. Зараз будівля не використовується.

## Історія
Рішенням виконкому Чернігівської обласної ради народних депутатів трудящих від 30.08.1991 № 193 надано статус пам'ятник історії місцевого значення з охоронним № 3456 під назвою Будинок, де жив художник В. М. Конашевич.
Наказом Департаменту культури і туризму, національностей та релігій Чернігівської обласної державної адміністрації від 07.06.2019 № 223 для пам'ятника історії використовується назва Будинок, де з 1897 по 1908 роки жив художник В. М. Конашевич. У документах помилково вказують період 1897-1915 роки.
Будівля має власну «території пам'ятки», розташоване в «комплексної охоронної зони» (включає більшу частину кварталу вулиць Чернишевського, Мстиславська, Гонча; включає Будинок Чернігівської електростанції та інші будинки), згідно правил забудови і використання території. На будівлі встановлена інформаційна дошка.

## Опис
Будинок побудований в 19 столітті на розі Мстиславської та Воскресенської (зараз Чернишевського) вулиць і поряд з іншими будинками вулиці є прикладом містобудування 19-20 століть. Дерев'яний, одноповерховий на цегляному фундаменті, прямокутний в плані будинок, з чотирьохскатним дахом. Фасад асиметричний: 5-віконний з боку вулиці Чернишевського і 2-віконний - Мстиславській (одне вікно закладено, раніше 3-віконний). Фасад зі скромними наличниками і горизонтальної обшивкою стін, вікна увінчані сандриками. Фасад з входом спрямований до Мстиславській вулиці.
У будинку в період 1897-1908 роки з батьками жив майбутній художник Володимир Михайлович Конашевич. Володимир Михайлович навчався в Чернігівській гімназії, потім перейшов в Чернігівське реальне училище. У 1908 році продовжив навчання вже в Москві.
У 1963 році Володимир Михайлович Конашевич написав документальний твір «Про себе і свою справу», де розповів про будинок і Мстиславській вулицю в Чернігові.
Зараз будівля не використовується. В порушення закону, частина фасаду з боку Мстиславській була змінена: заміна вікна на двері і прибудована сходи для входу, обшивка сайдингом.